# Mistrzostwa Europy w Wioślarstwie 2011 – dwójka podwójna wagi lekkiej mężczyzn
Dwójka podwójna wagi lekkiej mężczyzn (LM2x) – konkurencja rozgrywana podczas 71. Mistrzostw Europy w Wioślarstwie w bułgarskim Płowdiw, w dniach 16-18 sierpnia 2011 r. W zmaganiach udział wzięło 12 osad. Zwycięzcami zostali włosi Lorenzo Bertini i Elia Luini.

## Wyniki

### Legenda
| Q - awans do finału A R - awans do repasaży | FB - awans do finału B |

### Eliminacje
Wyścig 1
| Poz. | Zawodnik                                 | Narodowość | Rezultat | Uwagi |
| ---- | ---------------------------------------- | ---------- | -------- | ----- |
| 1    | Eleftherios Konsolas Panagiotis Magdanis | Grecja     | 6:31,410 | Q     |
| 2    | Pedro Fraga Nuno Mendes                  | Portugalia | 6:34,830 | R     |
| 3    | Barbaros Gözütok Bayram Sönmez           | Turcja     | 6:36,800 | R     |
| 4    | Złatko Karaiwanow Wasil Witanow          | Bułgaria   | 6:41,130 | R     |
| 5    | Petr Čabla Milan Viktoria                | Czechy     | 6:42,200 | R     |
| 6    | Richard Vanko Stanislav Gajdošík         | Słowacja   | 6:42,760 | R     |

Wyścig 2
| Poz. | Zawodnik                           | Narodowość      | Rezultat | Uwagi |
| ---- | ---------------------------------- | --------------- | -------- | ----- |
| 1    | Lorenzo Bertini Elia Luini         | Włochy          | 6:28,220 | Q     |
| 2    | Miłosz Jankowski Mariusz Stańczuk  | Polska          | 6:29,220 | R     |
| 3    | Tamás Varga Péter Galambos         | Węgry           | 6:33,700 | R     |
| 4    | Jonathan Clegg Chris Boddy         | Wielka Brytania | 6:35,750 | R     |
| 5    | Jurij Szczełokow Aleksiej Nekrasow | Rosja           | 6:44,540 | R     |
| 6    | Joschka Hellmeier Florian Berg     | Austria         | 6:50,20  | R     |

### Repasaże
Wyścig 1
| Poz. | Zawodnik                           | Narodowość | Rezultat | Uwagi |
| ---- | ---------------------------------- | ---------- | -------- | ----- |
| 1    | Pedro Fraga Nuno Mendes            | Portugalia | 6:33,280 | Q     |
| 2    | Tamás Varga Péter Galambos         | Węgry      | 6:34,580 | Q     |
| 3    | Złatko Karaiwanow Wasil Witanow    | Bułgaria   | 6:37,170 | FB    |
| 4    | Jurij Szczełokow Aleksiej Nekrasow | Rosja      | 6:42,290 | FB    |
| 5    | Richard Vanko Stanislav Gajdošík   | Słowacja   | 7:00,00  | FB    |

Wyścig 2
| Poz. | Zawodnik                          | Narodowość      | Rezultat | Uwagi |
| ---- | --------------------------------- | --------------- | -------- | ----- |
| 1    | Miłosz Jankowski Mariusz Stańczuk | Polska          | 6:38,120 | Q     |
| 2    | Jonathan Clegg Chris Boddy        | Wielka Brytania | 6:39,410 | Q     |
| 3    | Joschka Hellmeier Florian Berg    | Austria         | 6:40,150 | FB    |
| 4    | Barbaros Gözütok Bayram Sönmez    | Turcja          | 6:46,400 | FB    |
| 5    | Petr Čabla Milan Viktoria         | Czechy          | 6:54,550 | FB    |

### Finały
Finał B
| Poz. | Zawodnik                           | Narodowość | Rezultat | Uwagi |
| ---- | ---------------------------------- | ---------- | -------- | ----- |
| 1    | Joschka Hellmeier Florian Berg     | Austria    | 6:44,090 |       |
| 2    | Złatko Karaiwanow Wasil Witanow    | Bułgaria   | 6:45,620 |       |
| 3    | Barbaros Gözütok Bayram Sönmez     | Turcja     | 6:46,320 |       |
| 4    | Richard Vanko Stanislav Gajdošík   | Słowacja   | 6:46,750 |       |
| 5    | Jurij Szczełokow Aleksiej Nekrasow | Rosja      | 6:50,800 |       |
| 6    | Petr Čabla Milan Viktoria          | Czechy     | 6:53,730 |       |

Finał A
| Poz. | Zawodnik                                 | Narodowość      | Rezultat | Uwagi |
| ---- | ---------------------------------------- | --------------- | -------- | ----- |
| 1    | Lorenzo Bertini Elia Luini               | Włochy          | 6:28,830 |       |
| 2    | Eleftherios Konsolas Panagiotis Magdanis | Grecja          | 6:31,840 |       |
| 3    | Pedro Fraga Nuno Mendes                  | Portugalia      | 6:34,080 |       |
| 4    | Miłosz Jankowski Mariusz Stańczuk        | Polska          | 6:37,150 |       |
| 5    | Tamás Varga Péter Galambos               | Węgry           | 6:38,670 |       |
| 6    | Jonathan Clegg Chris Boddy               | Wielka Brytania | 6:39,440 |       |